# Somo Trop
Albums de Papa Wemba
Bakala Dia Kuba
(2001) Muana Molokaï
(2004)
Somo Trop (Trop Somo) est un album studio créé par Papa Wemba qui contenait 17 titres avec un double CD. Il est sorti le 23 octobre 2003 sur le label Sonodisc et Next Music. Le DVD qui contenait 11 clips avec un bonus sorti le 3 juin 2005.

## Contexte et développement
L'enregistrement de cet album débute en 2002, quelques mois après la sortie de son précèdent album, Bakala Dia Kuba. Mais l'enregistrement et la composition de l'album prendront un sacré retard, du fait de la mise en examen et l'incarcération de Papa Wemba, à la prison de Fleury-Merogis, le 20 février 2003, impliqué dans une affaire de "trafic d'êtres humains". Il est libéré le 5 juin 2003, grâce aux autorités congolaises qui ont payé la caution de 30 000 euros à la justice française. Durant son incarcération, ses musiciens basés à Kinshasa, ont fait avancer les travaux de l'album en enregistrant dix titres que Wemba a pu écouter avec sa maison de disques à sa sortie de prison.
Le titre "Numéro D'écrou" est la seule chanson de l'album qu'il a écrit durant son séjour en prison. Dans ce titre, il dit ne pas relater son incarcération mais le fait d'avoir vécu une expérience avec Jésus, qui serait venu lui dire « Il faudra que tu deviennes mon esclave. ».
Le 25 octobre 2003, pour fêter sa sortie de prison et la sortie de cet album, il se produit au Zénith de Paris.

## Liste des titres
| CD 1            | CD 1               | CD 1        | CD 1 | CD 1 | CD 1 | CD 1 | CD 1 | CD 1 | CD 1 |
| No              | Titre              | Durée       |      |      |      |      |      |      |      |
| --------------- | ------------------ | ----------- | ---- | ---- | ---- | ---- | ---- | ---- | ---- |
| 1.              | Somo Trop          | 11 min 01 s |      |      |      |      |      |      |      |
| 2.              | St Jean Mbelekete  | 6 min 13 s  |      |      |      |      |      |      |      |
| 3.              | Lamentation        | 6 min 37 s  |      |      |      |      |      |      |      |
| 4.              | Ewawa              | 7 min 26 s  |      |      |      |      |      |      |      |
| 5.              | IIeme Eve          | 6 min 45 s  |      |      |      |      |      |      |      |
| 6.              | Sodome et Gomorrhe | 6 min 53 s  |      |      |      |      |      |      |      |
| 7.              | Au nom de l'amour  | 3 min 30 s  |      |      |      |      |      |      |      |
| 8.              | Esprit Ya Sika     | 6 min 27 s  |      |      |      |      |      |      |      |
| 9.              | Nako Décider       | 5 min 20 s  |      |      |      |      |      |      |      |
| 1 h 00 min 21 s |                    |             |      |      |      |      |      |      |      |

| CD 2        | CD 2                      | CD 2       | CD 2 | CD 2 | CD 2 | CD 2 | CD 2 | CD 2 | CD 2 |
| No          | Titre                     | Durée      |      |      |      |      |      |      |      |
| ----------- | ------------------------- | ---------- | ---- | ---- | ---- | ---- | ---- | ---- | ---- |
| 1.          | Mokrekese                 | 7 min 26 s |      |      |      |      |      |      |      |
| 2.          | Alanga Nzembo             | 7 min 39 s |      |      |      |      |      |      |      |
| 3.          | Numéro D'écrou            | 6 min 08 s |      |      |      |      |      |      |      |
| 4.          | Kombo Monene              | 8 min 03 s |      |      |      |      |      |      |      |
| 5.          | Congo Moko                | 5 min 17 s |      |      |      |      |      |      |      |
| 6.          | Masayuki "Viva Tendances" | 7 min 47 s |      |      |      |      |      |      |      |
| 7.          | Maria Chérie              | 5 min 17 s |      |      |      |      |      |      |      |
| 8.          | Muana Tokyo               | 8 min 53 s |      |      |      |      |      |      |      |
| 56 min 37 s |                           |            |      |      |      |      |      |      |      |